# Neudorf bei Passail
Neudorf bei Passail var en kommun i distriktet Weiz i förbundslandet Steiermark i Österrike. Den blev den 1 januari 2015 en del av kommunen Passail.
Kommunen bestod av tre orter (Ortschaften) (inom parentes invånarantal 1 januari 2024):
- Amstein (81)
- Oberneudorf (224)
- Unterneudorf (156)